# Louis-Clément Weinberger
Louis-Clément Weinberger parfois dit Clément Weinberger, né le 18 février 1822 à Montauban et mort le 6 avril 1898 à Paris, est un ingénieur civil français .

## Biographie
Louis-Clément Weinberger est le fils de Jean Henry Weinberger, sommelier brasseur et de Josèphe Françoise Virginie Pfeiffer. Il fait partie, en tant qu'élève, de la promotion 1838 à l'école des Arts et Métiers d'Angers. Il intégrera ensuite l'école centrale des Arts et Manufactures de Paris, et sera diplômé en 1845. Il se marie à Paris le 15 mars 1853 avec Joséphine Chappuis , habite au no 10 de la rue Mazagran et est ingénieur civil. Lors de la naissance de leur fils Clément Nicolas Henry, né le 17 novembre 1853, ils ont déménagé au no 1 de la rue Balagny (actuelle rue Guy-Môquet) dans l'ancien arrondissement des Batignolles (actuel quartier des Épinettes). Trois ans plus tard, lorsque leur fille Marie Joséphine Louise nait le 30 août 1856, ils habitent au n°13 de la rue Fortin (actuelle rue Beudant). En 1858, il parait au Bulletin des lois de la République française pour le brevet d'invention des procédés d'étamage de la fonte de fer, par la voie directe, au bain d'étain fondu.
Le 5 novembre 1860, Joséphine Chappuis donne naissance à leur troisième enfant, une petite fille prénommée Charlotte Clémence et la famille est domiciliée au no 25 rue de Thionville à Lille .
En 1865, il publie Notice sur la fabrication en grand de l'alcool avec le marc de raisin.
Nommé ingénieur-directeur des travaux communaux de Dijon en 1869, il s'investit dans l'urbanisme de la ville et présente de nombreux projets :
- Aménagement de la place Darcy avec l'architecte Henri Degré en 1869[12]
- Le marché couvert de la ville en 1869.
- Le remplacement du pont aux chèvres situé place du Premier-Mai en 1874[13]
- L'agrandissement des facultés de Lettres et Sciences en 1875[14].

Entre-temps, il publie en 1870 le livre Devis cahier des charges et série de prix de la menuiserie, puis une deuxième édition en 1873. Lors du recensement de 1872, il est domicilié avec sa femme et ses enfants au no 37 de la rue Verrerie à Dijon.
Louis-Clément Weinberger devient ensuite Chef de section principal aux Chemins de fer de l'État jusqu'en 1888.
Il décède à son domicile situé au n°4 rue Pétrelle au 9e arrondissement de Paris et est inhumé au cimetière parisien de Saint-Ouen.

## Les Halles de Dijon
En 1867, une consultation d’ingénieurs a été réalisée par la ville de Dijon pour le projet de construction de halles sur l'emplacement du marché Nord. Ces dernières devaient répondre aux nouvelles exigence d'hygiène, d'espace, de commodité et de sécurité de l'époque. Parmi les projets présentés, celui de Gustave Eiffel ne sera pas retenu par la municipalité au profit de celui de Louis-Clément Weinberger, qui sera signé par l'architecte de la ville Ballard pour une réalisation entre 1873 et 1875.

## Galerie

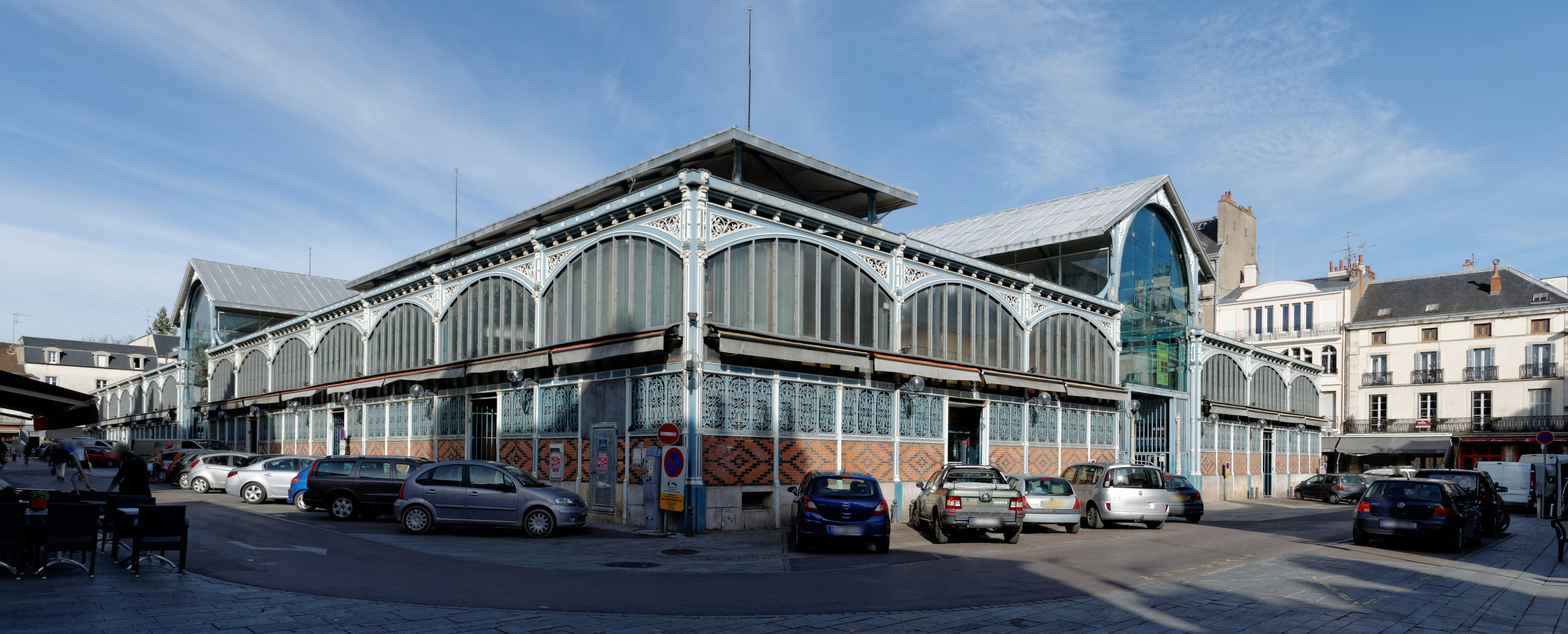
Vue extérieure des Halles
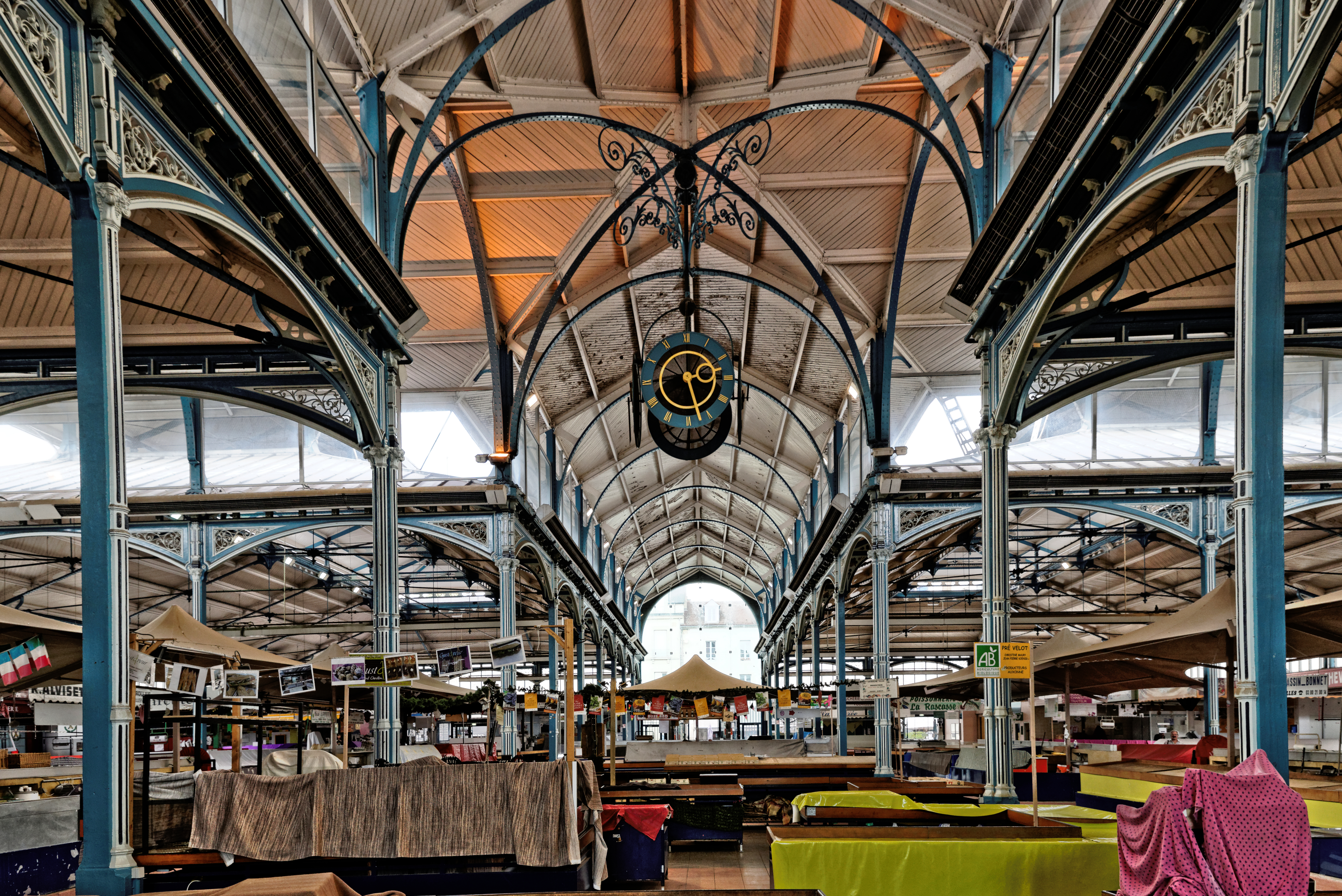
Vue intérieure des halles